# バルチャー氷河 (カナダ・アルバータ州)
バルチャー氷河（バルチャーひょうが、Vulture Glacier）とは、北アメリカ大陸の北西部、カナディアン・ロッキーに存在する、氷河の1つである。また、ワプタ氷原から流れ出す氷河の1つとして知られる。なお、この氷河はバンフ国立公園の氷河の1つでもある。

## 概要
バルチャー氷河は、カナダのアルバータ州に存在する氷河の1つで、おおよそ、北緯51度37分36秒、西経116度32分12秒付近に位置する。なお、1980年代には4.9km2の面積があった。
ところで、バルチャー氷河が流れ出しているワプタ氷原自体も縮小しており、さらに同氷原から流れ出している他の氷河（ボウ氷河など）も縮小傾向にある。そして、このバルチャー氷河もやはり縮小している。実はワプタ氷原に関係する氷河だけではなく、カナディアンロッキーに存在する氷河は、19世紀半ば以降、総じて縮小の傾向にある。
このように縮小を続けている氷河ではあるものの、少なくとも2006年時点では、アイスフィールド高速道路（Icefields Parkway）からバルチャー氷河を見ることができた。